# Balabac (eiland)
Balabac is een eiland in de Filipijnen. Het behoort tot de provincie Palawan en ligt ten zuidoosten van het eiland met diezelfde naam. 

## Geografie

### Bestuurlijke indeling
Het eiland Balabac is ingedeeld in de provincie Palawan, behoort tot de gemeente Balabac en bestaat uit de volgende 14 barangays:
| - Agutayan - Indalawan - Catagupan - Malaking Ilog - Melville - Pasig - Rabor | - Salang - Poblacion I - Poblacion II - Poblacion III - Poblacion IV - Poblacion V - Poblacion VI |

### Topografie
Het eiland is van noord naar zuid maximaal 31 kilometer breed van oost naar west maximaal 17 kilometer lang. Ten noordoosten ligt het eiland Palawan en ten zuidwesten ligt Maleisië. Aan de oostkant ligt de Suluzee en aan de westkant de Zuid-Chinese Zee.

## Fauna
Op Balabac komen de volgende zoogdieren voor:
- Evenhoevigen
  - Sus ahoenobarbus
  - Balabacdwerghert (Tragulus nigricans)
- Insecteneters
  - Crocidura palawanensis
- Knaagdieren
  - Sundasciurus steeri
  - Chiropodomys calamianensis
  - Maxomys panglima
  - Polynesische rat (Rattus exulans)
  - Müllers rat (Sundamys muelleri)
- Primaten
  - Java-aap (Macaca fascicularis)
- Toepaja's
  - Palawantoepaja (Tupaia palawanensis)
- Roofdieren
  - Loewak (Paradoxurus hermaphroditus)
- Vleermuizen
  - Acerodon leucotis
  - Cynopterus brachyotis
  - Rousettus amplexicaudatus
  - Emballonura alecto
  - Hipposideros ater
  - Rhinolophus acuminatus